# Земляна черепаха
Земляна черепаха (Heosemys) — рід черепах родини Азійські прісноводні черепахи підряду Прихованошийні черепахи. Має 4 види.

## Опис
Загальна довжина карапаксу представників цього роду коливається від 22 до 61 см. Голова велика, масивна. Панцир широкий. Карапакс наділено серединним гребінцем або кілем. Його краї можуть мати зазубрені щитки. Задня частина пластрону у самиць рухлива. На пальцях є плавальні перетинки. У кожного з видів вони розвинені не однаково, найбільш повноцінні у храмової черепахи.
Забарвлення карапаксу здебільшого коричневого кольору з різними відтінками. Пластрон жовтуватий, у деяких видів строкатий.

## Спосіб життя
Полюбляють більшу часту знаходитися на суходолі, у вологій місцині, серед листя. звідси походить назва цих черепах. Водночас зустрічаються також уздовж берегів спокійних водойм, зокрема боліт. харчуються переважно рослинною їжею, фруктами, іноді дрібними безхребетними.
Самиці відкладають від 1 до 8 яєць. Інкубаційний період триває від 70 до 170 днів.

## Розповсюдження
Мешкають у Південно-Східній Азії.

## Види
- Heosemys annandalii
- Heosemys depressa
- Heosemys grandis
- Heosemys spinosa